# Claude-Benjamin Vallet
Claude-Benjamin Vallet est un homme politique français né le 2 décembre 1754 à Gien (Loiret) et décédé le 23 février 1828 au même lieu.
Curé de Gien, il est député du clergé aux États généraux de 1789 pour le bailliage de cette ville. Il prête serment, mais est emprisonné pendant la Terreur.

## Sources
- « Claude-Benjamin Vallet », dans Adolphe Robert et Gaston Cougny, Dictionnaire des parlementaires français, Edgar Bourloton, 1889-1891 [détail de l’édition]